# Soziale Liste Bochum
Die Soziale Liste Bochum war eine parteiunabhängige, linke Wählervereinigung in Bochum. 

## Geschichte
Die Wählervereinigung wurde am 15. Januar 2004  von Bochumer Bürgerinitiativen, Arbeitslosengruppen, dem Frauenverband Courage, der DKP, Mitgliedern der damaligen PDS, Mitgliedern von attac und ehemaligen Sozialdemokraten und Grünen gegründet.
Während sie beim ersten Wahlantritt 2004 recht erfolgreich war, zwei Stadträte im Rat der Stadt Bochum gewann und auch in drei der sechs Bezirksvertretungen gewählt wurde, war schon 2009 ein deutlicher Verlust zu verzeichnen; außer im Rat der Stadt erreichte nur noch ein Kandidat der Sozialen Liste die Wahl in eine Bezirksvertretung. Bei den Kommunalwahlen 2014 erhielt sie 0,9 % der Stimmen und war seitdem mit einem Sitz im Rat der Stadt Bochum, aber in keiner der Bezirksvertretungen mehr repräsentiert. Bei den Kommunalwahlen 2020 entfielen auf die Soziale Liste nur noch 0,59 % der abgegebenen Stimmen, sie konnte somit keinen Ratssitz mehr erlangen. Danach endete ihre wahrnehmbare politische Tätigkeit.

## Wahlergebnisse
Stimmenanteile in Prozent:
| Gebiet                            | 2004 | 2009 | 2014 | 2020 |
| --------------------------------- | ---- | ---- | ---- | ---- |
| Stadt Bochum                      | 2,8  | 2,1  | 0,9  | 0,6  |
| Stadtbezirk 1-Bochum-Mitte        | 3,3  | 2,3  | 1,0  | 0,6  |
| Stadtbezirk 2-Bochum-Wattenscheid | 1,4  | 1,6  | 0,5  | 0,4  |
| Stadtbezirk 3-Bochum-Nord         | 5,3  | 2,4  | 1,5  | 1,0  |
| Stadtbezirk 4-Bochum-Ost          | 6,0  | 3,1  | 1,4  | 0,8  |
| Stadtbezirk 5-Bochum-Süd          | 2,3  | 2,2  | 0,8  | 0,6  |
| Stadtbezirk 6-Bochum-Südwest      | 4,4  | 2,2  | 1,2  | 0,6  |

Sitzverteilung:
| Gebiet                            | 2004 | 2009 | 2014 | 2020 |
| --------------------------------- | ---- | ---- | ---- | ---- |
| Stadt Bochum                      | 2    | 2    | 1    | –    |
| Stadtbezirk 1-Bochum-Mitte        | –    | –    | –    | –    |
| Stadtbezirk 2-Bochum-Wattenscheid | –    | –    | –    | –    |
| Stadtbezirk 3-Bochum-Nord         | 1    | –    | –    | –    |
| Stadtbezirk 4-Bochum-Ost          | 1    | 1    | –    | –    |
| Stadtbezirk 5-Bochum-Süd          | –    | –    | –    | –    |
| Stadtbezirk 6-Bochum-Südwest      | 1    | –    | –    | –    |

## Oberbürgermeisterkandidaturen
Auch für das Amt des Oberbürgermeisters stellte die Soziale Liste seit 2009 jeweils einen Kandidaten auf: Günter Gleising, Mitbegründer der Sozialistischen Deutschen Arbeiterjugend und zeitweilig DKP-Kreisvorsitzender, trat 2009, 2015 und 2020 an. Er erreichte 2009 7,8 % der Stimmen, 2015 waren es noch 0,78 und 2020 0,57 % der Stimmen.